# Észak-amerikai Labdarúgó-unió
Az Észak-amerikai Labdarúgó-unió (spanyolul: Unión Norteamericana de Fútbol, angolul: North American Football Union), vagy rövidebb és ismertebb nevén az NAFU a észak-amerikai nemzetek labdarúgásának névleges vezető szervezete, melynek minden tagállama egyben tagja a Észak- és Közép-amerikai, Karibi Labdarúgó-szövetségek Konföderációjának, a CONCACAF-nak is.
A sportszervezet legrangosabb versenye a kétévenként megrendezendő CONCACAF-aranykupa.
A NAFU szervezése és irányítása alatt áll a klubcsapatok számára rendezett CONCACAF-bajnokok ligája, melyben a tagországok bajnokai indulhatnak.

## Tagországok
- Egyesült Államok
- Kanada
- Mexikó

A NAFU tagnemzetei (narancssárga), CONCACAF-tagok (tevesárga)

A negyedik tagország  Bermuda ugyan földrajzilag Észak-Amerikában található, de a Karibi Labdarúgó-unióban szerepel.

## Tornák

### Nemzeti labdarúgó-válogatottak számára
A NAFU tagországainak az UNCAF és a CFU tagjaival ellentétben nem kell selejtezőt játszaniuk a CONCACAF-aranykupára, mivel automatikusan tagjaik a résztvevők mezőnyének.
Az CONCACAF-aranykupát megelőzően létezett az úgynevezett Észak-amerikai labdarúgó-bajnokság (NAFC-bajnokság), de mindössze két alkalommal került megrendezésre.
- 1990-es NAFC-bajnokság
- 1991-es NAFC-bajnokság

### Klubcsapatok számára
- Az Észak-amerikai szuperliga – az észak-amerikai nemzeteknek klubcsapatainak rendezett versenysorozat volt 2007 és 2010 között. Ez egy hivatalos torna volt, mely selejtezőül szolgált a CONCACAF-bajnokok ligájában.

## Lásd még
- CONCACAF
- Karibi Labdarúgó-unió
- Közép-amerikai Labdarúgó-szövetségek Konföderációja
- Észak-amerikai Labdarúgó-szövetségek Konföderációja
- NAFC-bajnokság